# Astan Dabo
Astan Dabo (Songoniko, 30 maggio 1992) è un'ex cestista maliana.

## Carriera
È stata selezionata dalle Connecticut Sun al primo giro del Draft WNBA 2012 (nona scelta assoluta).
Con il Mali ha disputato i Campionati mondiali del 2010 e due edizioni dei Campionati africani (2011, 2017).